# 드라스타마트 카나얀
드라스타마트 카나얀(아르메니아어: Դրաստամատ Կանայեան, 1884년 3월 31일 러시아 제국 예레반현 수르말리(Surmali, 현재의 튀르키예 이디르) ~ 1956년 3월 8일 미국 매사추세츠주 워터타운)은 아르메니아의 군인이다. 드로(아르메니아어: Դրօ)라는 별칭으로 부르기도 한다.

## 생애
아르메니아 혁명 연맹의 회원으로 활동하면서 러시아 제국의 차르 정부에 반대하는 입장을 전달하는 한편 아르메니아 민족주의를 전파했다. 1914년부터 1918년까지 일어난 제1차 세계 대전에서 러시아 캅카스 군단에 가담하면서 아르메니아인 용병들과 함께 참전했다. 1920년 11월 24일부터 1920년 12월 2일까지 아르메니아 민주공화국의 국방부 장관을 역임했지만 조지아 민주공화국, 아제르바이잔 민주공화국, 튀르키예와의 무력 분쟁을 경험했다.
제2차 세계 대전 기간 동안에는 독일 군대가 결성한 아르메니아 군단에 가담하면서 독일 군대의 크림반도 점령, 캅카스 진격에 참여했다. 제2차 세계 대전의 종전과 함께 미국 군대에 의해 포로되었고 나중에 레바논, 미국으로 이주했다.